# Passalozetes strenzkei
Passalozetes strenzkei is een mijtensoort uit de familie van de Passalozetidae. De wetenschappelijke naam van de soort is voor het eerst geldig gepubliceerd in 2006 door Weigmann.